# قسم بشتكوة موغوئي الريفي (مقاطعة فريدون شهر)
قسم بشتكوة موغوئي الريفي (بالفارسية: دهستان پشتکوه موگوئی) هي منطقة سكنية تقع في البلدة المركزية في إيران. يقدر عدد سكانها بـ 4,747 نسمة .